# Perus damlandslag i fotboll
Perus damlandslag i fotboll är det damlandslag i fotboll som representerar det sydamerikanska landet Peru. Laget styrs av Federación Peruana de Fútbol (svenska: Peruanska fotbollsfederationen), och är medlem i Conmebol samt Fifa.